# Фонтанеле (Варезе)
Фонтанеле (итал. Fontanelle) је насеље у Италији у округу Варезе, региону Ломбардија.
Према процени из 2011. у насељу је живело 55 становника. Насеље се налази на надморској висини од 283 м.